# Badminton 1979
Höhepunkte des Badmintonjahres 1979 waren der Thomas Cup 1979 sowie die All England, die Irish Open, die Scottish Open, die Dutch Open, die Denmark Open, die Südostasienspiele und die French Open. Der kleinere Weltverband WBF richtete eine Weltmeisterschaft aus.
==Internationale Veranstaltungen ==
| Veranstaltung | Herreneinzel   | Dameneinzel   | Herrendoppel                       | Damendoppel                   | Mixed                             |
| ------------- | -------------- | ------------- | ---------------------------------- | ----------------------------- | --------------------------------- |
| All England   | Liem Swie King | Lene Køppen   | Tjun Tjun Johan Wahjudi            | Verawaty Imelda Wiguna        | Christian Hadinata Imelda Wiguna  |
| Denmark Open  | Flemming Delfs | Lene Køppen   | Masao Tsuchida Yoshitaka Iino      | Mikiko Takada Atsuko Tokuda   | Ray Stevens Nora Perry            |
| French Open   | Andy Goode     | Alison Bryson | Roland Maywald Karl-Heinz Zwiebler | Ingrid Morsch Vera Martini    | Karl-Heinz Zwiebler Ingrid Morsch |
| Swedish Open  | Flemming Delfs | Lene Køppen   | Flemming Delfs Steen Skovgaard     | Joke van Beusekom Lene Køppen | Mike Tredgett Nora Perry          |